# Zehntausend Märtyrer

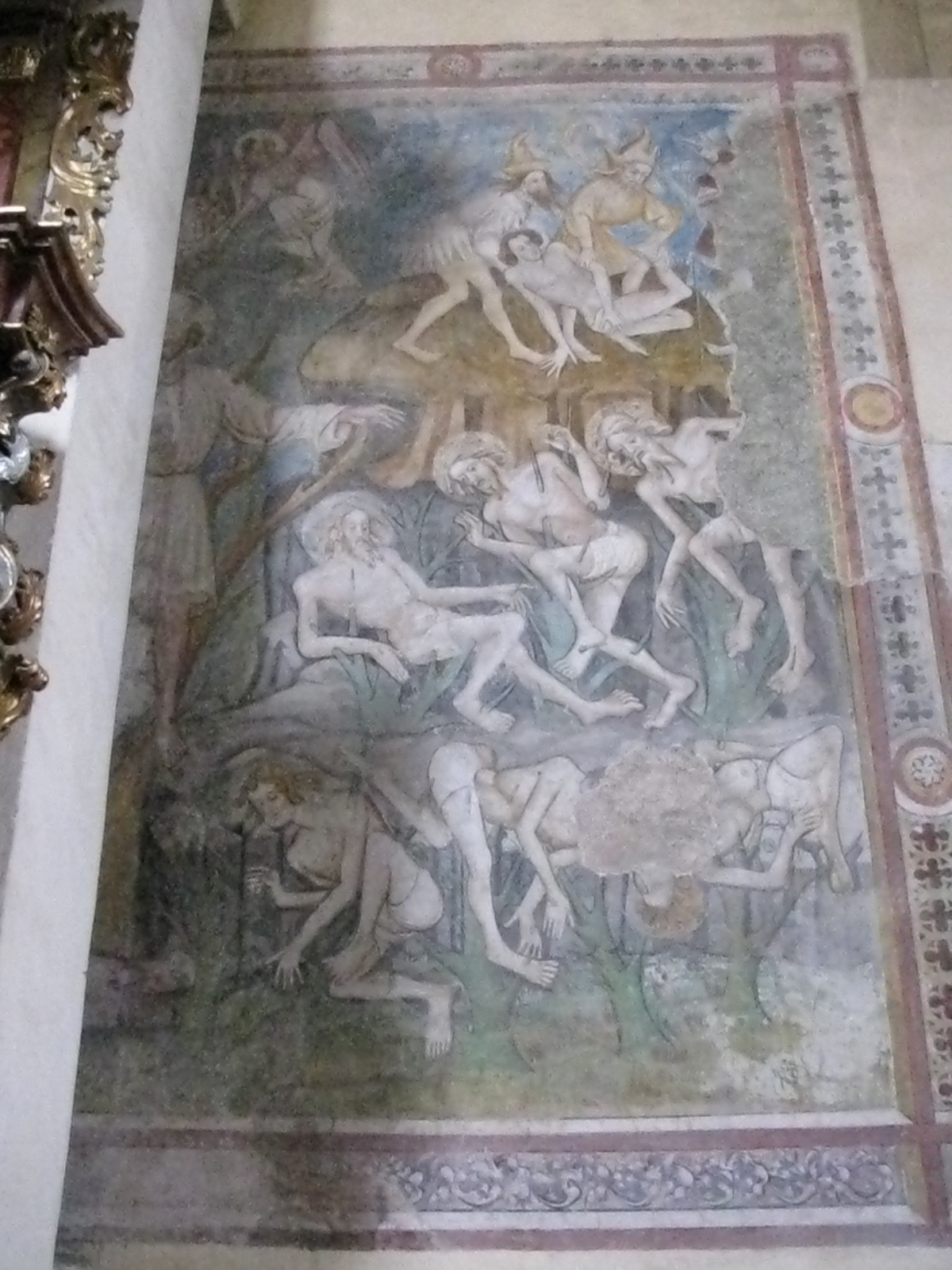
Fresko der Folter der Märtyrer in der Kirche Maria im Walde, Bruck an der Mur

Die Legende von den zehntausend Märtyrern oder die Legende von den zehntausend Rittern entstand um die Zeit der Kreuzzüge, sie ist als historische Begebenheit nicht belegt.

## Zusammenfassung des Inhalts
Ein römischer Kaiser (häufig Hadrian) sandte 9.000 Soldaten unter dem Anführer Achatius nach Armenien, um dort Aufständische niederzuschlagen. Die Soldaten wurden aber mit einer zehnfachen Übermacht konfrontiert. Sie bekehrten sich zum christlichen Glauben und konnten so mit Gottes Hilfe das feindliche Heer besiegen. Als der römische Kaiser von der Bekehrung hörte, schickte er erzürnt ein Barbarenheer, um die neuen Christen zu vernichten. Während der Kämpfe traten ebenfalls tausende Barbaren zum Christentum über. Die auf die Zahl von Zehntausend angewachsene Christenschar wurde aber schließlich doch besiegt, mit Dornen gefoltert und auf dem Berg Ararat gekreuzigt.

## Rezeption

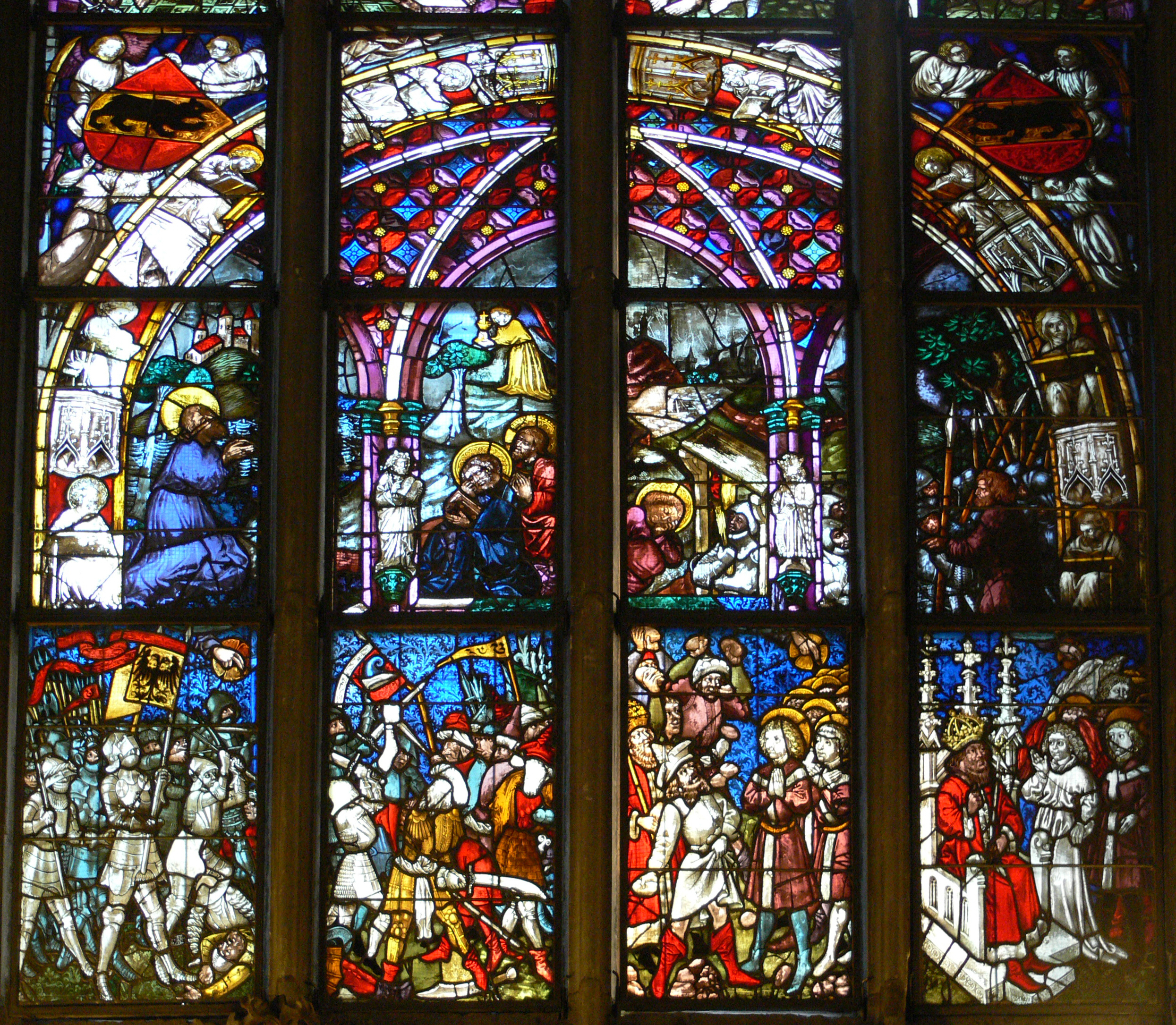
Das heutige Zehntausend-Ritter-Fenster im Berner Münster

Den Zehntausend Märtyrern ist der 22. Juni als katholischer Gedenktag gewidmet. Die Kirche Santi Diecimila Martiri in Palermo war ihnen geweiht, ebenso die Kirche zu den 10.000 Rittern in Lenthe.
In der religiösen Kunst wird diese Legende u. a. von Albrecht Dürer (Marter der zehntausend Christen) und Vittore Carpaccio dargestellt.
Die umfangreichste bildliche Darstellung entstand in den Jahren 1448 bis 1450 als Glasmalerei im Berner Münster: Das dortige Zehntausend-Ritter-Fenster enthielt ursprünglich einen Bilderzyklus in 40 Rechteckfeldern, acht Kopfscheiben und drei Maßwerkfüllungen. Nach erheblichen Verlusten, möglicherweise durch Hagelschlag, blieben von diesen Glasmalereien elf Rechtecke und eine Dreipass-Kopfscheibe erhalten, die in ein anderes Fenster umgesetzt wurden.
Zwei wichtige Schlachten der Alten Eidgenossen fanden im Zusammenhang mit dem Gedenktag der Zehntausend Ritter statt: die Schlacht von Laupen am 21. Juni 1339 (am Vorabend des Gedenktags) und die Schlacht bei Murten am 22. Juni 1476, die beide mit einem Sieg der Eidgenossen endeten. Als Tag für die Schlacht von Murten hatten die Berner und ihre Verbündeten bewusst den 22. Juni ausgewählt, im Vertrauen auf den Schutz durch die zahlreichen Heiligen und in der Hoffnung, dass sich das Kriegsglück von Laupen wiederholen möge. Nach dem Sieg bei Murten im Jahr 1476 wurde der 22. Juni in vielen Orten der Eidgenossen zu einem herausragenden Feiertag (siehe Schlachtjahrzeit). Besonders in Bern wurde die Verehrung der Zehntausend Märtyrer durch die Ereignisse auf dem Schlachtfeld verstärkt.